# 赤塚隆
赤塚 隆（あかつか たかし、1973年9月8日 - ）は、日本の元ラグビー選手。

## プロフィール
- 大阪府出身[1]。
- 現役時代のポジションはロック(LO)。
- 身長193cm、体重120kg[2]。
- 日本代表通算キャップ数は7でラグビーワールドカップ1995の日本代表に選ばれた[3]。

## 略歴
大工大高校、明治大学を経て、1996年、クボタ(現・クボタスピアーズ船橋・東京ベイ)に加入。
1994年5月8日に行われたフィジー戦で日本代表初キャップを獲得した。
2008年、現役を引退した。